# Théâtre public de Montreuil
Le Théâtre public de Montreuil (anciennement Nouveau théâtre de Montreuil) est un centre dramatique national situé à Montreuil en Seine-Saint-Denis.

## Histoire
En janvier 2000, Gilberte Tsaï, metteuse en scène et directrice artistique de la compagnie Théâtre T.S.A.I., puis de l'Equipée, est nommée à la direction de ce qui est alors un centre dramatique national pour l'Enfance et la Jeunesse (CDNEJ), par Catherine Trautmann, ministre de la Culture et de la Communication, avec pour mission de le transformer et d'en faire un centre dramatique national pour tous. Elle est également chargée de mener à bien les chantiers de construction de deux nouveaux bâtiments.
Le premier, situé 63 rue Victor Hugo, est réalisé par l'architecte Philippe Pumain et inauguré en 2002. Cette salle, à laquelle Gilberte Tsaï donne le nom de Salle Maria Casarès, assure dans un premier temps la transition entre la démolition de l'ancien bâtiment, situé sur la place de la Mairie, et la construction d'un nouveau théâtre sur cette même place, puis devient la salle de répétition et la deuxième salle de spectacle du centre dramatique.
La première pierre du bâtiment principal, conçu par l'agence Dominique Coulon et associés, a lieu en juin 2005. Gilberte Tsaï lui donne le nom de Nouveau théâtre de Montreuil lors de l'inauguration  en novembre 2007. Puis, en janvier 2008, elle baptise la salle principale Salle Jean-Pierre Vernant, en hommage à celui qui vint y faire la première des petites conférences « Lumières pour enfants », manifestation qu'elle a inventée spécialement pour le public de Montreuil, enfants et adultes mêlés en se souvenant de l'histoire de ce théâtre.
Le 12 janvier 2008 pour la première ouverture au public de cette salle Jean-Pierre Vernant, Gilberte Tsaï y met en scène Ce soir on improvise de Luigi Pirandello.
À partir de juillet 2011, le théâtre est dirigé par Mathieu Bauer, musicien, metteur en scène et directeur artistique de la compagnie Sentimental Bourreau.
Le 15 octobre 2021, la ministre de la Culture Roselyne Bachelot nomme Pauline Bayle à la direction du Théâtre public de Montreuil à partir du 1er janvier 2022. Le Centre dramatique national change de nom et devient le Théâtre public de Montreuil en juin 2022.

## Organisation

### Financement
Le Théâtre public de Montreuil est subventionné par le ministère de la Culture, le conseil départemental de la Seine-Saint-Denis et la ville de Montreuil.

### Direction
- De juillet 2000 à juillet 2011  : Gilberte Tsaï
- De juillet 2011 à décembre 2021 : Mathieu Bauer
- Depuis le 1er janvier 2022 : Pauline Bayle

## Accès
Le Théâtre public de Montreuil est situé au 10, place Jean Jaurès. Il est accessible par la station de métro de la ligne 9 (Mairie de Montreuil).